# 対物ライフル

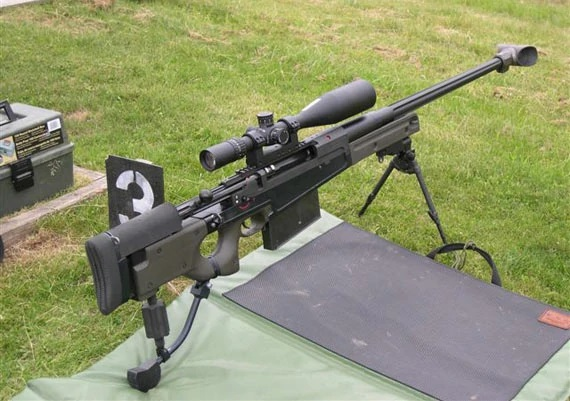
イギリス製のAW50

対物ライフル（たいぶつライフル、英: anti-materiel rifle）は、かつての対戦車ライフルを長距離狙撃用に用途変更したものであり、大口径の弾薬を使用する銃である。対戦車ライフルと比較して銃弾の威力が低下しており、戦車や装甲車の装甲を打ち抜くことはできなくなっている。

## 概要
対物ライフルは、重機関銃や機関砲などに使用される大口径弾を使用する銃である。重い大口径弾の優れた弾道直進性を活かし、一般の小銃弾を使用する狙撃銃をはるかに上回る距離で狙撃を行える。銃弾の威力は非常に大きいが、破壊力は主目的ではない。
使用弾種にもよるが、土嚢や壁などの障害物に隠れる敵のほか、軽車両に対して損傷を与えることも可能である。但し、戦車や装甲車の装甲を打ち抜くことはできない。
通常のライフルよりもはるかに大型で反動も強いことから、土嚢や二脚などに設置して構えるほか、射手が腹這いになって安定させる伏射で使用される。

## 歴史

### 対戦車ライフル

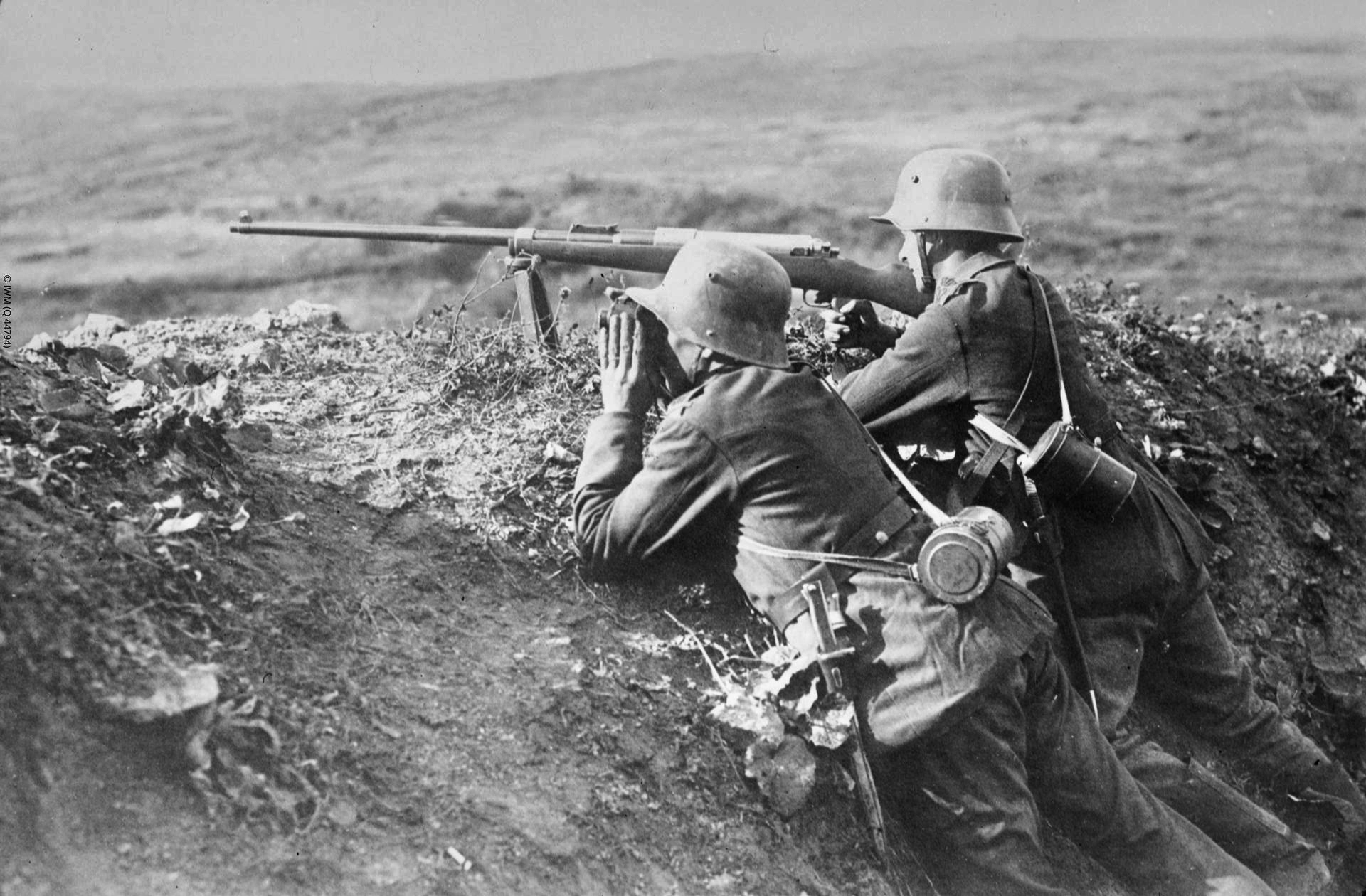
M1918対戦車銃

1916年9月15日のフレール＝クレスレットの戦いにおいて、連合国軍は歴史上初めて戦車の実戦投入を行った。これと相対したドイツ帝国軍は、小銃用徹甲弾（K弾）を皮切りに、様々な対戦車装備の開発を進めた。1917年後半、戦車および飛行機（Tank und Flieger, TuF）を射撃することを想定した13.2x92mm TuF弾が開発され、これを発射するための火器として1918年からタンクゲヴェール M1918の配備が進められた。M1918は単純に小銃を拡大して大口径化しただけの設計であり、その反動の大きさ等から実用面での問題も大きかったが、“戦車の装甲を貫通して内部に被害を及ぼす銃”としての威力はあり、対戦車ライフルという兵器の元祖となった。
以後、対戦車ライフルは各国で各種口径の製品が多種多様に開発されたが、後に戦車の装甲技術の向上などで対戦車兵器としては陳腐化し、戦車に対する効果は視察装置や無限軌道(履帯)・ハッチといった弱点に限られるようになった。それでもなお大口径・長射程の利点を活かし、遠距離での対人狙撃や、大型の弾頭（通常の小銃弾に比べ、炸薬を内蔵することができるので、小口径ながら「榴弾」として使用できる）を用いて陣地攻撃に使うといった転用が行われた。

### 大口径機関銃を用いた長距離射撃

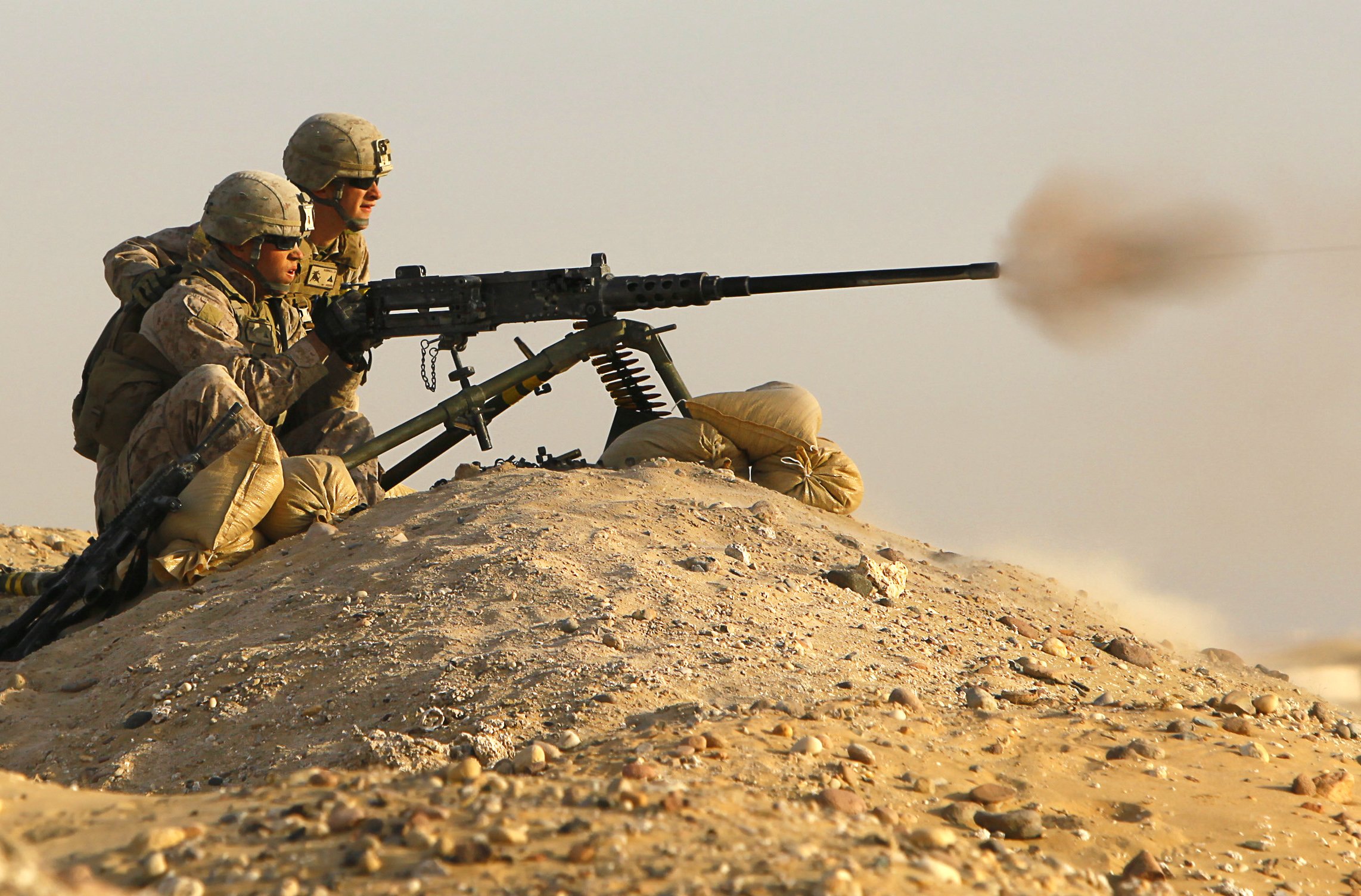
M2重機関銃

また、対戦車ライフルと同様の大口径・強装薬な弾薬を用いる重機関銃や機関砲は、その弾薬の強大な反動を本体の多大な重量が相殺してしまうため、優れた威力と射程と命中精度を持ち、単射での超長距離狙撃にも有効であった。このことは経験的に知られており、独ソ戦や朝鮮戦争やベトナム戦争において、現場兵士の即興で対人・対物狙撃用として使用した例が見られた。
ベトナム戦争中の1967年、アメリカ海兵隊員のカルロス・ハスコックは、重機関銃を用いて当時の狙撃距離の世界記録を塗り替えた。ハスコックが使用したのは、M3三脚に据え付け、土嚢で安定させ、Unertl 8Xスコープを取り付けたブローニングM2重機関銃（.50 BMG）だった。標的は2,500 yd (2,286 m)先にいた自転車に乗ったベトコンで、最初の射撃で自転車を破壊し、2発目の射撃でベトコンの胸を撃ち抜いた。
フォークランド紛争においてロングドン山を防衛していたアルゼンチン軍B中隊は、狙撃兵による狙撃のほかブローニングM2重機関銃による長距離掃射を行い、イギリス軍は同じように機関銃で応射したり、ミラン対戦車ミサイルを撃ち込んで陣地ごと排除したり、手りゅう弾による肉薄攻撃という対抗策を採り、多大な犠牲を払いながら作戦を遂行した。
なおこのフォークランド紛争での重機関銃による射撃を、通常の射撃ではなく「単発狙撃」であったとする記述が、一部の和文文献には見受けられる（例えば）。しかしフォークランド紛争、狙撃銃、狙撃手、対物ライフルなどに関する英文の文献やその和訳書（例えば）には、「フォークランド紛争での重機関銃による単発狙撃」についての言及が見当たらない。また「フォークランド紛争での戦訓がきっかけとなって対物ライフルが開発された」とする説も、一部の和文文献（例えば）には見受けられるが、これも英文文献やその和訳書（例えば）では言及されていない。

### 大口径狙撃銃の開発
ミュンヘンオリンピック事件における警察側の作戦上の失敗などから、1キロメートル超の距離からの狙撃能力や、強化ガラスや航空機のキャノピーを貫通できる弾頭威力のある火器が必要とされることが認識された。7.62mmのライフル弾でも航空機の風防を貫通出来ない事は無いが、着弾後の弾道が不規則になる等の問題が明らかになった。そこで改めて対テロ特殊部隊における大口径ライフルの需要が発生しこれらの理由が複合的に検討された結果、再び.50口径（12.7mm）級のライフルが開発されるようになる。
2017年6月23日、カナダ軍特殊部隊は、狙撃兵が3540メートル離れた距離から、マクミランのライフル銃「TAC-50」を使用し、過激派組織「イラク・シリア・イスラム国（ISIL）」の戦闘員を狙撃することに成功したと発表した。狙撃成功は世界最長記録となる。
この種類の火器として最も実績を挙げたバレットM82が、スウェーデン軍に地雷・IED除去の目的で「対物銃」として最初納入されたため、それ以後は同クラスの弾薬を用いるライフルもそのように呼ばれるようになっていった。湾岸戦争、アフガニスタン紛争、イラク戦争など開けた場所が多い戦場で、アメリカ陸軍やアメリカ海兵隊がバレットM82などによる遠距離狙撃で戦果を挙げた。
戦時の対物ライフルによる対人狙撃は、ハーグ陸戦条約で禁止されている「不必要な苦痛を与える兵器」に該当している説が出ることもあるが、明示的にこれも含めて諸条約に該当している部分はない。一部の12.7mm弾などが人体への発射を経て体内で炸裂する場合、炸裂弾を禁止したサンクトペテルブルク宣言に抵触するとされるものの、対物攻撃の場合と区別できず、規制には至っていない。
独自開発した、15.2 mm APFSDS(装弾筒付翼安定徹甲弾)を使用する、ライフリングの無い滑腔銃身対物小銃 Steyr IWS 2000 は問題が解決できず試作に留まったが、一応このカテゴリーに入るとされる。

## 主な対物ライフル
アメリカ合衆国
- バレットM82
- マクミラン M87R
- マクミラン TAC-50
- マクミラン ローバー50BGM
- Anzio 20mm rifle

 イギリス
- アキュラシーインターナショナル AW50
- アキュラシーインターナショナル AS50

 フランス
- PGM ヘカートII

 ロシア
- OSV-96
- KSVK
- VKS

 中国
- AMR-2
- QBU-10

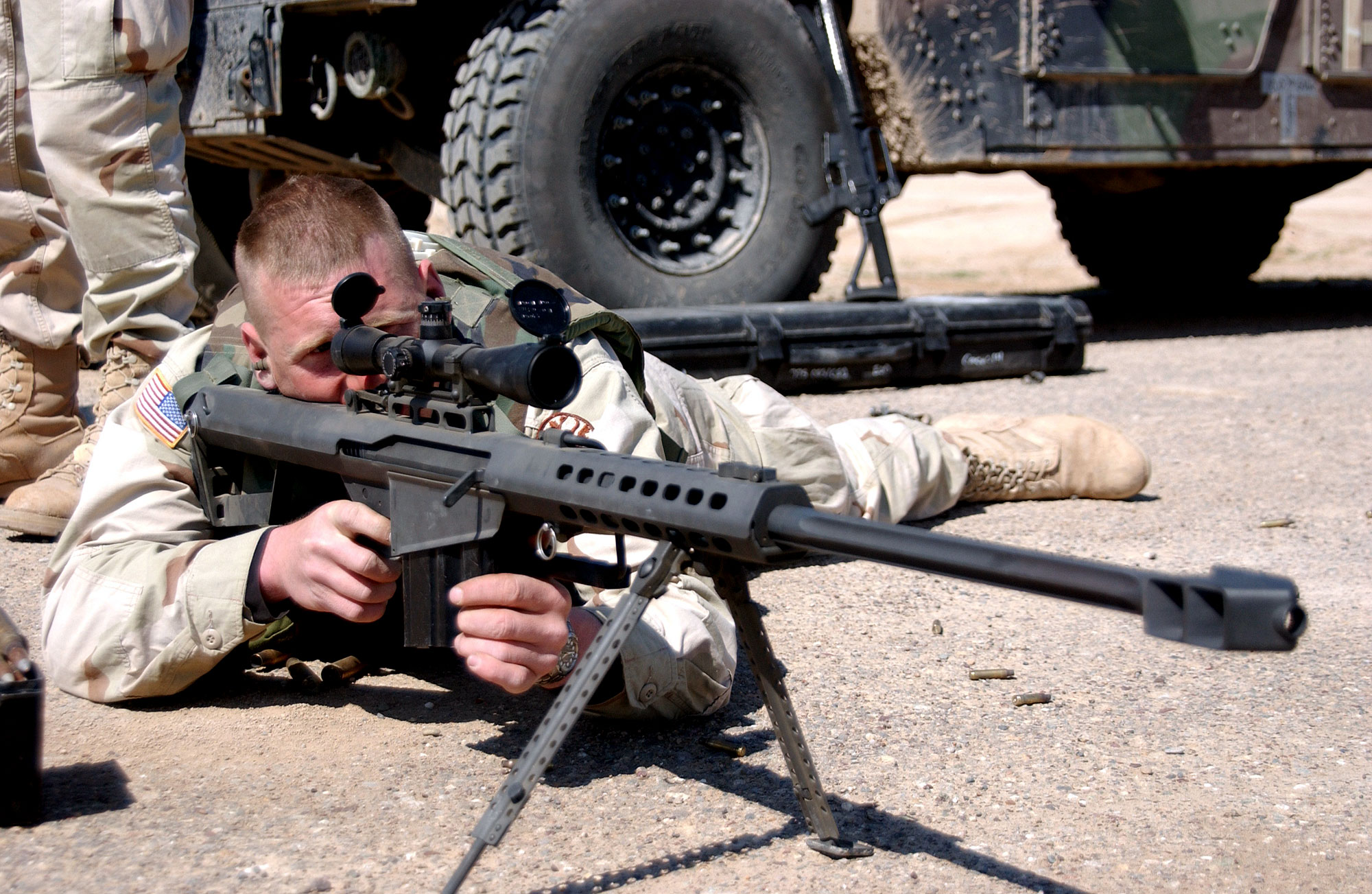
バレットM82A1（M107）

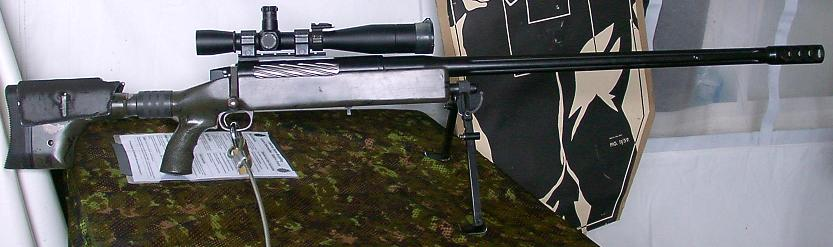
マクミラン　Tac-50

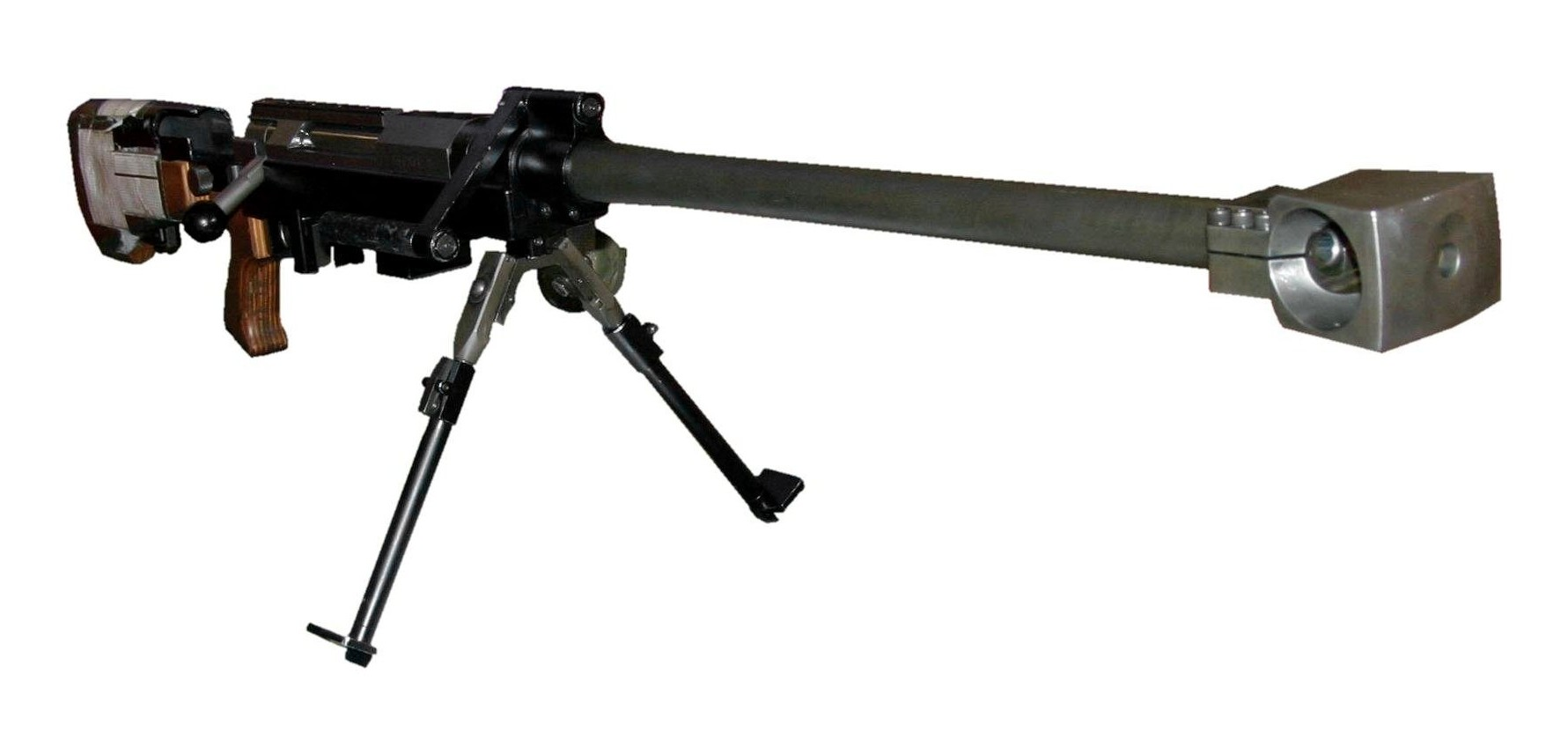
PGM ヘカートII

- QLZ-87B/QLB-06[注 2]
- Norinco LG5 / QLU-11[注 2]

 南アフリカ共和国
- ダネル NTW-20

 ウクライナ
- Snipex Alligator（英語版）

 クロアチア
- RHアラン RT20

その他 
- シモノフPTRS1941
- ZV ファルコン
- フォルテック M2001
- ゲパードシリーズ
- パウザー P-50
- ウィンド・ランナー M50